# Historias de fútbol
Historias de fútbol es una película chilena de 1997, dirigida por Andrés Wood, en la cual aparecen tres historias con un patrón común: el fútbol. 

## Sinopsis
Tres historias conectadas a través del fútbol y la pasión que de diferentes formas, produce.
En la primera "No le crea", un promisorio crack de un club de barrio en Peñalolén (Daniel Muñoz), está en la disyuntiva de si apegarse o no a los oscuros criterios de un dirigente (Fernando Gallardo). 
En la segunda "Último gol gana", un grupo de niños, habitantes de la ciudad de Calama, se hacen de una pelota que sale volando del estadio en donde juega Cobreloa contra Universidad de Chile. Quién será el dueño, cuál es el valor de ella, es lo que dará vueltas. 
Y en la tercera "Pasión de multitudes", un joven santiaguino (Néstor Cantillana) se encuentra encallado en la Isla de Chiloé el día de un partido decisivo de la selección nacional en el mundial de España 1982. Dos hermanas solteronas (Elsa Poblete y María Izquierdo), dueñas del único televisor de la zona, se disputan la iniciación sexual del joven.

## Elenco

### No le crea
- Daniel Muñoz - Carlos González
- Fernando Gallardo - Ángel Villablanca
- Pablo Striano - Fernando
- Ximena Rivas - Novia de futbolista
- Pedro Villagra - Cristián Riquelme
- Hugo Tramón - Matón

### Último gol gana
- Manuel Aravena - Pablo
- Tichi Lobos - mamá de Pablo
- Juan Acieta
- Luis Alvial
- Fernando Bertoglio
- Jorge Cortés
- Alonso González
- Lisethe Vicencio
- Rodrigo Llompard
- Marcelo Palma

### Pasión de multitudes
- Néstor Cantillana - Francisco
- Elsa Poblete - Elvira
- María Izquierdo - Manuela
- Francisco González - Renato
- Boris Quercia - René
- Hugo Medina - Don Mario
- Rodolfo Pulgar - Ramiro
- Gustavo Meza - Yerson

## Premios
- Selección Festival de San Sebastián (1997)

Premiada en:
- Festival de Cine de Huelva (1998)
- Festival de Gramado (1998)
- Festival de Cartagena (1998)
- Festival de Asunción (1998)
- Festival de Trieste (1998)
- Festival de Taipéi (1998)

## Curiosidades
- Una de las historias está basada en el cuento: "Puntero izquierdo" de Mario Benedetti, y "Pasión de multitudes" fue escrito por René Arcos.
- Las instrucciones  del entrenador en el inicio de la película, corresponden al poema "La persecución del poema y la poesía según mi padre conmigo jugando fútbol" de Mauricio Redolés